# The Orion
The Orion è un grattacielo ad uso residenziale situato a New York.

## Descrizione
Alto 184 metri e con 58 piani è il cent'ottavo edificio più alto della città. Al suo interno oltre a 7 ascensori presenta 551 unità abitative. L'edificio è inoltre stato l'edificio più alto del quartiere di Hell's Kitchen fino al completamento degli edifici del nuovo complesso di Hudston Yards.